# Mutter-Anna-Kapelle
Die Mutter-Anna-Kapelle ist eine Kapelle in Hittelkofen auf der Gemarkung Haisterkirch von Bad Waldsee im Landkreis Ravensburg in Oberschwaben.

## Lage
Die Mutter-Anna-Kapelle befindet sich in Hittelkofen, direkt an der Kreisstraße K7933, an deren Abzweigung in den Kleineschleweg. Die K7933 führt nach Süden über Haisterkirch nach Hittisweiler und weiter nach Mennisweiler, während sie sich nach Norden über Osterhofen nach Eggmannsried erstreckt. 
Die Kapelle liegt direkt am Hittelkofer Bach, der im Bereich der Kapelle verrohrt ist. Gegenüber der Kapelle, auf der anderen Straßenseite, befindet sich eine Bushaltestelle. Die Kapelle ist zudem am Kapellenweg Haisterkirch gelegen. Der Hauptwanderweg 5 verläuft nur wenige Meter südlich der Kapelle.

## Geschichte
Die Mutter-Anna-Kapelle wurde in der ersten Hälfte des 18. Jahrhunderts erbaut und im Jahr 2007 grundlegend saniert.

## Architektur
Der Bau ist ein dreiseitig geschlossener Rechteckbau mit je zwei Rundbogenfenstern an jeder Seite. Der Giebel läuft in einen gemauerten Glockenstuhl aus, in dem sich eine Glocke von 0,43 m Durchmesser, vermutlich aus dem Jahr 1782, befindet. 

## Innenraum
Der barocke Holzaltar aus der Bauzeit zeigt im Altarblatt die Mutter Anna, Maria und das Jesuskind. Ein Schriftzug lautet: „Unser Schutz wolle Jesus Maria und Sanct Anna sein Und ohne Unterlaß Gott bitten für unsere Gemeind.“ Das Altarretabel wurde 1857 von Sebastian Christ gemalt. 
Als Assistenzfiguren sind der Heilige Blasius (rechts) und ein weiterer, nicht eindeutig identifizierter Bischof (links) dargestellt; mögliche Deutungen sind der Heilige Medardus, Nikolaus, Martin von Tours oder Maximilian. In der Mitte des Altaraufsatzes ist die Heilige Dreifaltigkeit von den Erzengeln Gabriel und Michael flankiert. Eine neuere Marienfigur sowie ein Stehkruzifix stehen auf der Mensa, die den Schriftzug IHS trägt. 
Auf Konsolen stehen Holzbildwerke, darunter ein heiliger Bischof (vermutlich Willibald von Eichstätt) und eine Marienfigur mit dem Jesuskind neueren Datums. Die Decke zieren verblasste Darstellungen der vier Evangelisten mit ihren Attributen. Weitere Deckengemälde zeigen das Herz Jesu und die Szene, wie Kain seinen Bruder Abel erschlägt. Ein gerahmtes Bild ist eine Kopie des Gnadenbilds von Absam in Tirol.